# Mariam-uz-Zamani
Mariam-uz-Zamani, även känd som Jodha Bai, född 1542, död 1623, var kejsarinna i Mogulriket i Indien från 1562 till 1605, gift med mogulkejsaren Akbar den store och mor till kejsar Jahangir. 
Hon var den tredje av Akbars tre hustrur och beskrivs som hans favorithustru. Hon var kejsarinna i fyrtiotre år, längre än någon annan kejsarinna i Moguldynastins historia. Hon var hindu och fick tillstånd att behålla sin religion efter giftermålet med den muslimska kejsaren, något som var ovanligt och har betraktats som ett exempel på Akbars religiösa tolerans.

## Biografi
Mariam-uz-Zamani var född som hinduisk rajput-prinsessa och dotter till Raja Bharmal av Amer (Jaipur). Hon gifte sig 1562 med Akbar i ett äktenskap arrangerat av politiska orsaker. Hon tilläts behålla sin religion efter giftermålet istället för att tvingas konvertera till islam, något som var mycket ovanligt. 
Hon var Akbars tredje och sista hustru. Hon omtalades för sin skönhet, grace och intellekt, och beskrivs som älskvärd och snäll. Hon beskrivs också som Akbars favorithustru och hade som sådan stort inflytande inte endast i mogulharemet utan även över riket, eftersom Akbar uppges ha frågat henne om råd i politiska frågor. Hon blev 1569 mor till tronföljaren, Jahangir. 